# Z pierwszej strony
Z pierwszej strony (ang. Ink, 1996–1997) – amerykański serial komediowy.
Jego światowa premiera odbyła się 21 października 1996 roku na kanale CBS. Ostatni odcinek został wyemitowany 19 maja 1997 roku. W Polsce serial nadawany był na kanale TVN 7.

## Obsada
- Ted Danson jako Mike Logan
- Mary Steenburgen jako Kate Montgomery
- Alana Austin jako Abby Logan
- Christine Ebersole jako Belinda Carhardt
- Saul Rubinek jako Alan Mesnick
- Charles Robinson jako Ernie Trainor
- Jenica Bergere jako Donna French
- Jonathan Katz jako Leo

## Spis odcinków
| N/o            | Tytuł angielski                   |
| -------------- | --------------------------------- |
|                |                                   |
| SERIA PIERWSZA |                                   |
|                |                                   |
| 01             | Above the Fold                    |
|                |                                   |
| 02             | Paper Cuts                        |
|                |                                   |
| 03             | Getting Over the Hemp             |
|                |                                   |
| 04             | High Noon                         |
|                |                                   |
| 05             | The Sandwich                      |
|                |                                   |
| 06             | Mike & Kelly & Max & Kate         |
|                |                                   |
| 07             | United We Fall                    |
|                |                                   |
| 08             | The Black Book                    |
|                |                                   |
| 09             | Devil in a Blue Dress             |
|                |                                   |
| 10             | Funny, You Don't Look One Hundred |
|                |                                   |
| 11             | The English-Speaking Patients     |
|                |                                   |
| 12             | The Bodyguard                     |
| 13             | The Bodyguard                     |
|                |                                   |
| 14             | Life Without Mikey                |
|                |                                   |
| 15             | Breaking the Rules                |
|                |                                   |
| 16             | Face Off                          |
|                |                                   |
| 17             | The Fighting Irish                |
|                |                                   |
| 18             | Logan's Run                       |
|                |                                   |
| 19             | The Debutante                     |
|                |                                   |
| 20             | The Bodyguard Strikes Back        |
|                |                                   |
| 21             | Murphy's Law                      |
|                |                                   |
| 22             | Going to the Dogs                 |
|                |                                   |